# Жорж Десбон
Жорж Десбон (на френски: Georges Desbons) e френски адвокат при Парижкия апелативен съд през 30-те години на 20 век и голям приятел и доброжелател на България.
Неговата книга „България след Ньойския договор“ е една от най-аргументираните книги, написани от чужденец в защита на българската кауза след Първата световна война. В знак на признателност е награден с два български ордена.
Жорж Десбон откровено и обективно посочва, че истинските виновници за българската драма са авторите на Берлинския конгрес: „Македония си беше правилно включена в Санстефанска България. Защо биде България така осакатена в Берлин... Защото Англия, винаги подозрителна към славяните, не искаше, както и Австрия, да се развива България“. Освен вината на Бисмарк, Десбон разкрива действията и на френските делегати, които са правели по-далечни политически сметки против нещастна България. „Каквото и да казват сърбите и гърците, македонецът по потекло си е българин. Ето една известна и важна истина“, отбелязва Десбон. Изобщо той смята, че македонският въпрос е възникнал вследствие несправедливите решения на Берлинския конгрес. Сетнешната история на българите е един трагичен наниз от неуспехи, кървави сблъсквания, провокации, преследвания и убийства, наивност и слепота на българските политици и държавници. И с право нарича делегатите на Берлинския конгрес престъпници спрямо българския народ.
На 9 октомври 1934 – Югославският крал Александър I Караджорджевич и френския външен министър Луи Барту са застреляни в Марсилия от българския терорист Владо Черноземски. По време на последвалия процес защитник на подсъдимите е Жорж Десбон. Той се изправя пред френското правосъдие, за да защити свободолюбието срещу тиранията.
Още в първото заседание Десбон категорично протестира срещу назначаването на сръбския студент Милутинович за преводач, считайки го агент на сръбското правителство. Остро протестира, че защитата няма достъп до всички събрани от следствието материали. На втория ден от процеса – 19 ноември 1935 г., в съдебната зала избухва скандал. На съдебните заседатели се представя писмо, съдържащо записка и изрезки от вестници, в които се говори, че оръжието, намерено в подсъдимите, има италиански произход. Десбон иска да се запознае с това писмо, но прокурорът категорично се противопоставя. Намесва се и председателят на съда Де ла Бруаз, който отправя груби нападки към защитника. Той от своя страна отвръща, като го нарича „палач“. Реакцията на съда е: отнема се на Десбон не само правото на защитник, но изобщо да упражнява адвокатската си професия – безпрецедентен случай във френската съдебна практика. Неговите права са възстановени едва през 1936 г., когато делото по Марсилското покушение е вече завършено.
В беседа с кореспонденти Десбон споделя, че разправата с него е имала политически причини и че властите в Париж се страхували от разкриването на редица факти, които те се опитвали да скрият от обществеността. „Само 5 процента истина се съдържа в досието по делото. Останалото е скрито.“ 
През 1936 г. Жорж Десбон пожелава да посети България, но българското посолство в Париж му отказва виза в угода на Белград. Огорчен, с присъщата му доблест, Десбон връща на цар Борис ордените и изпраща писмо до Дружеството на чуждестранните публицисти и писатели в София, в което напомня, че управляващите среди в България не бива да забравят, че „повечето от своите приятели чужденци България е печелила главно поради македонската освободителна кауза.“ Това той подчертава и като подарява на председателя на Македонския национален комитет д-р Константин Станишев свой портрет със следния надпис: „На д-р Станишев, който направи едно чудо: накара ме да заобикна още повече Македония и македонците“.
От многобройните си срещи и разговори с Жорж Десбон Иван Михайлов е съхранил следните впечатления: „Когато разговаряте с него – пише той, – неволно в паметта ви нахлува впечатлението, което сме получили от описанията на някой измежду най-блестящите двигатели на Френската революция. Гласът на Десбон, пламтящият му поглед, буйната коса, жестовете му, силната му диалектика и споменатите други качества, ви напомнят за някой Дантон или Де Мулен.“ 